# Feelings (David Byrne)
Feelings, pubblicato il 17 giugno del 1997, è un album di David Byrne.
In Wicked Little Doll suona il basso elettrico Gerald Casale e canta Mark Mothersbaugh dei Devo.
La copertina è di Stefan Sagmeister.

## Tracce
Tutte le canzoni sono state composte da David Byrne, salvo diversa indicazione riportata tra parentesi.
1. Fuzzy Freaky
2. Miss America (Byrne, Joe Galdo)
3. Soft Seduction
4. Dance on Vaseline
5. Gates of Paradise
6. Amnesia
7. You Don't Know Me
8. Daddy Go Down
9. Finite=Alright
10. Wicked Little Doll
11. Burnt by the Sun
12. Civil Wars
13. (Ghost track)
14. They Are in Love